# Демократска партија Косова
Демократска партија Косова (алб. Partia Demokratike e Kosovës) је једна од три највеће политичке странке у Републици Косово, поред свог дугогодишњег ривала Демократског савеза Косова, као и Самоопредељења.
Првобитно је била социјалдемократска странка која је настала од демилитаризоване терористичке Ослободилачке војске Косова након рата на Косову и Метохији, а већина руководства се залагала за албански национализам и раније била део Народног покрета Косова. Међутим, током конгреса у јануару 2013. позиционирала се као странка десног центра, а од тада се сматра конзервативном.
На њеном челу је Мемли Краснићи, бивши потпредседник Скупштине Републике Косово. Први премијер Косова после рата, Бајрам Реџепи, такође је члан Демократске партије Косова.

## Контроверзе
Посланици Рустем Мустафа и Љатиф Гаши поднели су оставке 2015. године након што су добили потврђену казну за ратне злочине током рата на Косову и Метохији. У априлу 2016. посланик ДПК Азем Сиља је тражен за хапшење у вези са великом криминалном групом која је присвојила друштвену имовину која се налази у предграђу Приштине у вредности од 30 милиона евра.
Седам од десет председника општина који су чланови ДПК осумњичено је, оптужено или осуђено за злоупотребу службеног положаја и друге криминалне активности. Сами Љуштаку из Србице осуђен је на 12 година затвора за ратне злочине, док се против њега такође води истрага за случај корупције. Кандидовао се за реизборе за председника опшрине и обавља функцију из затвора. Неџат Демаку из Глоговаца осуђен је на годину дана и води се истрага о још једном случају у вези њега. Салим Јенузи из општине Драгаш је оптужен, али проглашен невиним. Бајрам Муљаку из Вучитрна и Бегзад Синани из Косовске Каменице су под истрагом, али нису оптужени. Синани је поново био под истрагом због наводног незаконитог лова. Бивши председник општине Липљан Шукри Буја осуђен је на условну казну затвора од четири месеца због непријављивања имовине Агенцији за борбу против корупције, док је председник општине Витина Неџмедин Арифи на 18 месеци условне казне затвора због злоупотребе службеног положаја.
Џабир Жарку из Качаника осуђен је на три године затвора због претњи у вези са случајем приватизације и нелегалног поседовања ватреног оружја због чега је био приморан да поднесе оставку, али је успео да побегне у Шведску где и данас живи. Рамадан Муја из Призрена осуђен је првостепеним судом. Случај је враћен на поновно суђење, а Муја се кандидовао и освојио други мандат председника општине Призрен. Бивши председник општине Урошевац Бајруш Џемајли почео је да служи двогодишњу казну 2014. након што је осуђен за убиство особе у саобраћајној несрећи 2009. године. Тужилаштво је такође водило истрагу против бившег председника општине Гњилане Ћемала Мустафе због тендера за путеве, али није подигло оптужницу. Сокољ Башота из Клине био је под истрагом због злоупотребе службеног положаја 2016. године.
Године 2000. брат вође ДПК Хашима Тачија, Гани Тачи, пронађен је током рације у Приштини са милион немачких марака (500.000 евра) у готовини. Порекло новца било је непознато.
Бивши министар унутрашњих послова Бајрам Реџепи био је на функцији када је проневерено око 1,5 милиона евра, а случај је везан за израду пасоша једног аустријског предузећа. Касније их је око 200.000 откривено код шофера Кадрија Веселија. Шеф парламентарне групе ДПК Адем Грабовци умешан је у скандал Пронто, цурење аудио-снимака истраге ЕУЛЕКС-а, у којој Грабовци, Хашим Тачи и Вљора Читаку разговарају о запошљавању стрица Грабовција, Цурија Ђоција. Убрзо након тога, Ђоци је именован за директора Универзитетског клиничког центра у Приштини. У другом скандалу Грабовцијеви синови претукли су неколико полицајаца. Они су осуђени на казну затвора од шест месеци која је претворена у новчану казну од по 3.000 евра.

## Списак председника
| #     | Председник     | Портрет | Рођење—смрт | Почетак мандата   | Завршетак мандата | Време на функцији   |
| ----- | -------------- | ------- | ----------- | ----------------- | ----------------- | ------------------- |
| 1.    | Хашим Тачи     |         | 1968—       | 27. октобар 1999. | 26. фебруар 2016. | 16 година, 122 дана |
| 2.    | Кадри Весели   |         | 1967—       | 9. март 2016.     | 5. новембар 2020. | 4 године, 241 дан   |
| в. д. | Енвер Хоџај    |         | 1969—       | 5. новембар 2020. | 3. јул 2021.      | 240 дана            |
| 3.    | Мемли Краснићи |         | 1980—       | 3. јул 2021.      | данас             | 3 године, 348 дана  |

## Резултати на изборима
| Година | Гласови | %     | Мандати  | Мандати заАлбанце | Место | +/– | Коалиција | Влада     | Вођа         |
| ------ | ------- | ----- | -------- | ----------------- | ----- | --- | --------- | --------- | ------------ |
| 2001.  | 202.622 | 25,7% | 26 / 120 | 26 / 100          | 2.    | 26  | —         | коалиција | Хашим Тачи   |
| 2004.  | 199.112 | 28,3% | 30 / 120 | 30 / 100          | 2.    | 4   | —         | опозиција | Хашим Тачи   |
| 2007.  | 196.207 | 34,3% | 37 / 120 | 37 / 100          | 1.    | 7   | —         | коалиција | Хашим Тачи   |
| 2010.  | 224.339 | 32,1% | 34 / 120 | 34 / 100          | 1.    | 3   | —         | коалиција | Хашим Тачи   |
| 2014.  | 222.181 | 30,4% | 37 / 120 | 37 / 100          | 1.    | 3   | —         | коалиција | Хашим Тачи   |
| 2017.  | 245.646 | 2,7%  | 23 / 120 | 23 / 100          | 3.    | 14  | ПАНА      | коалиција | Кадри Весели |
| 2019.  | 178.637 | 21,2% | 24 / 120 | 24 / 100          | 3.    | 1   | —         | коалиција | Кадри Весели |
| 2021.  | 148.285 | 17,0% | 18 / 120 | 18 / 100          | 2.    | 5   | —         | опозиција | Енвер Хоџај  |